# Willian Lima
Willian de Sousa e Lima (Mogi das Cruzes, 31 de janeiro de 2000) é um judoca brasileiro da categoria meio-leve (até 66kg). É vice-campeão olímpico, conquistando a medalha de prata na sua categoria nos Jogos Olímpicos de Verão de 2024, sendo o primeiro medalhista do Comitê Olímpico do Brasil nesta edição dos Jogos.
É também atleta do Clube Pinheiros, da Marinha do Brasil (CDM) e titular da seleção brasileira de judô (CBJ).

## Carreira
O judô entrou na vida de Willian aos seis anos, mas o esporte não foi a primeira opção do paulista. Quando mais novo, o atleta do Pinheiros viajava todo o final de semana para a praia com a família e tinha uma ligação muito forte com a água. Sendo assim, optou pela natação. No entanto, não tinha nem idade e nem altura para iniciar no esporte. Entrou no judô, na Associação Namie de Judo, planejando deixar a modalidade posteriormente, mas começou a viajar, se destacar, medalhar e amar o esporte .
Em 2015, entrou para a equipe do Pinheiros em São Paulo. Um dos mais novos da equipe, Willian afirmou que pensou em desistir por "apanhar" demais nos treinos no início, contou com o apoio da família e persistiu. Hoje, é uma das principais revelações do judô brasileiro e esperança para Paris 2024.

### 2019-2020
Seu primeiro grande resultado com a seleção principal de judô foi em julho de 2019: o bronze na Universíade de Napoli, na Itália . A partir desse resultado, o judoca figurou no pódio de diversas competições com a equipe sênior, como o Pan de Guadalajara. Além do ouro no Mundial Júnior de Marrakesh, no Marrocos, em 2019 . 
Em 2019 conquista pela primeira vez uma medalha em um Grand Slam (o torneio que mais dá pontos no ranking do judô depois das Olimpíadas, do Mundial e do World Masters): em Brasília 2019, ele obteve um bronze.
No Grand Slam de Budapeste, em 2020, Lima conquista novamente uma medalha de bronze, sua segunda em Grand Slams.

### 2021-2024
Em 2021, Willian se consagrou campeão do Mundial Militar em Paris  e, após, venceu a seletiva olímpica para garantir sua titularidade na seleção brasileira na categoria até 66kg .
Lima foi medalhista de ouro do Campeonato Pan-Americano de Judô de 2021 na categoria 66kg.
Em abril de 2022, Lima chegou à final do Grand Slam de Antalya, e só perdeu no golden score para Denis Vieru, da Moldávia, que era o atual líder do ranking mundial. Com isso, Lima ficou com a prata.
No Campeonato Pan-Americano de Judô de 2022, realizado em Lima, no Peru, conquistou a medalha de bronze na categoria meio-leve (66 kg). Ele também conquistou a medalha de ouro na equipe mista do Brasil. 
No Campeonato Mundial de Judô de 2022, Lima começou a competição vencendo com um ippon relâmpago o romeno Radu Izvoreanu, mas no segundo round enfrentou o japonês Joshiro Maruyama, duas vezes campeão mundial (2019-2021), que conseguiu vencer o brasileiro por ippon, após estar perdendo por waza-ari.
No Grand Slam de Antalya 2023, Lima conquistou a medalha de bronze. 
No Campeonato Mundial de Judô de 2023, Lima estreou com vitória sobre Ramazan Kodzharov (BRN), cortado da competição por não ter conseguido atingir o peso. Venceu Nurali Emomali (TJK) por waza-ari faltando pouco mais de um minuto. Nas oitavas de final, enfrentou o francês Walide Khyar e acabou sendo derrotado aos quatro minutos do golden score – também por waza-ari. O francês acabou conquistando a medalha de bronze no torneio.
No Campeonato Pan-Americano de Judô de 2023, realizado em Calgary, Canadá, conquistou a medalha de bronze na categoria meio-leve (66 kg).
Nos Jogos Pan-Americanos de 2023 realizados em Santiago, Lima começou perdendo a primeira luta, mas se recuperou e ao longo da competição obteve o bronze, dedicando sua medalha ao filho recém-nascido, chamado Dom. Também obteve prata pela participação na Equipe Mista do Brasil.
No Grand Slam de Tashkent de 2024, Lima conquistou a medalha de bronze.
No Grand Slam de Tbilisi de 2024, Lima conquistou a medalha de bronze.
Se tornou bicampeão no Campeonato Pan-Americano de Judô de 2024 realizado no Rio de Janeiro, ao obter a medalha de ouro. 
No Campeonato Mundial de Judô de 2024, Lima chegou pela 3ª vez seguida às oitavas de final, onde foi eliminado pelo japonês Ryoma Tanaka, que terminou sendo o campeão do torneio.

### Jogos Olímpicos de 2024
Nos Jogos Olímpicos de 2024 em Paris, Lima venceu quatro lutas, derrotando nas quartas de final Yondonperenlein Baskhüü, da Mongólia, duas vezes medalhista de bronze em Mundiais, e na semifinal o cazaque Gusman Kyrgyzbayev, vice-campeão Mundial de 2021, para chegar à final olímpica, algo que não acontecia com o judô masculino brasileiro desde Sydney 2000. Na final, enfrentando o japonês Hifumi Abe,tetracampeão mundial e campeão olímpico, Lima não resistiu e acabou com a prata, igualando os feitos de Tiago Camilo e Carlos Honorato. Lima depois ajudaria a equipe brasileira a levar o bronze na competição por equipes.

## Conquistas
2024
•  Prata nos Jogos Olímpicos de Paris
- Bronze por equipes nos Jogos Olímpicos de Paris

### 2023
- Ouro no Grand Prix de Zagreb
- Prata no Mundial Militar de Judô
- Ouro no Open Panamericano de Guayaquil
- Bronze no Grand Slam de Antalya

### 2022
- Bronze no Campeonato Pan-Americano e da Oceania de Lima, no Peru
- Prata no Grand Slam de Antalya, na Turquia
- Prata no Troféu Brasil
- Ouro por equipes no Grand Prix do Brasil

### 2021
- Ouro no individual Campeonato Mundial Militar de Paris, na França
- Bronze por equipes no Campeonato Mundial Militar de Paris, na França
- Ouro no Campeonato Pan-Americano de Guadalajara, no México

### 2020
- Bronze no Grand Slam da Hungria

### 2019
- Ouro no Campeonato Mundial Júnior de Marrakesh, no Marrocos
- Bronze no Grand Slam de Brasília, no Brasil
- Bronze na Universíade de Napoli, na Itália

## Marinha do Brasil
Assim como diversos atletas brasileiros, Willian é terceiro sargento da Marinha do Brasil, integrante da Comissão de Desportos da Marinha (CDM) e do Centro de Educação Física Almirante Nunes (Cefan), desde 2020.